# Mario Napoli
Mario Napoli (né à Naples le 14 mars 1915 et mort à Milan le 11 septembre 1976) est un archéologue italien, spécialiste d'archéologie romaine et de la Grande-Grèce. 
Il est connu pour la découverte faite le 3 juin 1968, de la fresque de la Tombe du Plongeur qui demeure à ce jour l'unique exemple de tombe peinte de l'antiquité grecque.

## Publications
- (it) Napoli greco-romana (avec une présentation de Domenico Mustilli). Napoli, 1959 (2a edizione, Colonnese, 1997)
- (it) Le metope arcaiche dal thesauros dell’Heraion del Sele. Bari, Adriatica, 1963
- (it) Le pitture greche della tomba del tuffatore. dans Le Scienze, 2, 1969, n. 8, pp. 9-19
- (it) Paestum. Novara, De Agostini, 1970
- (it) La tomba del Tuffatore. Bari, 1970
- (it) Topografia e archeologia dans AA.VV., Storia di Napoli. 1° Vol. L'Età Classica, Naples, Edizioni Scientifiche Italiane, 1971 - 1978
- (it) Le arti figurative in AA.VV., Storia di Napoli. 1° Vol. L'Età Classica, op.cit.
- (it) La città e i suoi monumenti dans AA.VV., Storia di Napoli. 2° Vol. L'Alto Medioevo, op.cit.
- (it) Guida agli scavi di Velia. Cava de' Tirreni, Di Mauro Ed., 1972
- (it) Civiltà della Magna Grecia. Rome, Eurodes, 1978